# Лук'яненко Тетяна Вікторівна
Лук'яненко Тетяна Вікторівна (нар. 28 вересня 1980, Нікополь) — українська вчена, доктор хімічних наук, професор, лауреат Премії Верховної Ради України молодим вченим, Премії Президента України для молодих вчених. Професор кафедри фізичної хімії ДВНЗ «Український державний хіміко-технологічний університет», головний науковий співробітник.

## Життєпис
2002 р. — закінчила з відзнакою хімічний факультет Дніпропетровського державного університету, магістр за спеціальністю «Хімія».
2005 р. — закінчила аспірантуру на кафедрі фізичної хімії  Українського державного хіміко-технологічного університету і отримала науковий ступінь кандидата хімічних наук за спеціальністю 02.00.05 — електрохімія.
2005—2008 рр. — асистент кафедри фізичної хімії.
2008—2016 рр. — доцент кафедри, провідний науковий співробітник, 2006—2018 рр. — вчений секретар кафедри.
2011 р. — присвоєне вчене звання доцента кафедри фізичної хімії.
2016 р. — присвоєний науковий ступінь доктора хімічних наук за спеціальністю 02.00.05 — електрохімія (тема дисертації «Електроосадження композиційних електрокаталізаторів на основі {\displaystyle {\ce {PbO2}}} з метансульфонатних електролітів»).
Обрана заступником голови секції 4-ї Експертної ради МОН України з експертизи проектів наукових робіт, науково-технічних розробок молодих вчених, працює на посаді професора кафедри фізичної хімії.
2017 р. — присвоєне вчене звання професора кафедри фізичної хімії, введена до складу спеціалізованої вченої ради Д 08.078.01 за спеціальністю 02.00.05 — електрохімія.
2019 р. — експерт секції 16 «Хімія» Наукової ради МОН (наказ № 859 від 20.06.2019 р.)
2020 р. — член експертної групи МОН для проведення оцінювання ефективності діяльності закладів вищої освіти в частині провадження ними наукової (науково-технічної) діяльності за науковим напрямом «Математичні науки та природничі науки» (наказ МОН від 07.09.2020 № 1111) та експерт Національного фонду досліджень України.

## Наукова діяльність
Загальні наукові інтереси: теоретична і технічна електрохімія, електрокаталіз, фізична і колоїдна хімія.
Основні напрямки наукових досліджень: вивчення керованого впливу на закономірності формування оксидних композиційних матеріалів, їх фізико-хімічні та функціональні властивості, електросинтез сильних окисників.
Наукові публікації: автор та співавтор понад 190 наукових публікацій, в тому числі у провідних міжнародних журналах з високим чинником впливу, 10 монографій (9 з яких видані англійською мовою закордонними видавництвами), один патент.
З 2016 року науковий керівник держбюджетних науково-дослідних робіт.
2004—2016 рр. — відповідальний виконавець НДР за держбюджетною тематикою (всього 13).
2009—2014 рр. — виконавець циклу робіт «Нанокомпозиційні електрокаталізатори для керованого синтезу», за який (у співавторстві колективу молодих вчених) отримана Премія Президента України для молодих вчених. У роботі представлені нові багатокомпонентні оксидні електрокаталізатори заданого складу і фізико-хімічних властивостей, що пропонуються для використання в якості активного шару малозношуваних анодів у гальванотехніці та малотоннажній хімії при виробництві перспективних ветеринарних препаратів на основі високочистих і стабільних розчинів натрію гіпохлориту.
2009—2020 рр. — участь у виконанні 3-х міжнародних проектів.
З 2000 р. — виконавець науково-дослідних робіт.

## Вибрані наукові праці
Монографії, що опубліковані за останні п'ять років:
- Очистка стічних вод від фармацевтичних препаратів [Text]: монографія в авторській редакції / О. Б. Веліченко, О. Б. Шмичкова, Т. В. Лук'яненко, В. С. Проценко. — Дніпро: Ліра, 2021. — 102 с. (ISBN 978-966-981-520-0).
- Електрохмічний синтез високочистих розчинів натрію гіпохлориту [Text]: монографія в авторській редакції /Д. Гиренко, Т. Лук'яненко, О. Шмичкова, О. Веліченко. — Дніпро: Ліра, 2021. — 118 с. (ISBN 978-966-981-520-0).
- Lead dioxide-surfactant composites: an overview [Text]: monograph / A. Velichenko, T. Luk'yanenko, O. Shmychkova. — Riga: Shcolars’ Press, 2020. — 145 p. (ISBN 978-613-8-93340-3).
- Composition and stability of sodium hypochlorite solutions for medical application [Text] / O. Shmychkova, T. Luk'yanenko, А. Velichenko // Scientists of Europe: monograph / Editor Koenig Lukas. — Viena (Austria): Premier Publishing.–2019. — Chapter.– Р. 965—973. (ISBN 978-3-903197-916).
- Електроосадження композиційних матеріалів на основі {\displaystyle {\ce {PbO2}}} [Текст] / Лук'яненко Т. В., Шмичкова О. Б., Веліченко О. Б.//Монографія в авторській редакції. — Дніпро: ЛІРА, 2019. — 331 с. (ISBN 978-966-981-225-4).
- Dimensionally Stable Lead Dioxide Anodes Electrodeposited from Methanesulfonate Electrolytes: Physicochemical Properties and Electrocatalytic Reactivity in Oxygen Transfer Reactions [Text] / O. Shmychkova, T. Luk'yanenko, A. Velichenko // Advanced Coating Materials: Monograph /Editor Liang Li, Qing Yang. — Wiley: Scrivener Publisheng, 2018. — Part 4. — P. 85-122. (ISBN 978-1-119-40763-8).
- Electrodeposition of lead(IV) oxide from nitrate solutions [Text]: monograph / А. Velichenko, O. Shmychkova, T. Luk'yanenko — Saarbrücken (Germany): LAP LAMBERT Academic Publishing, 2017. — 152 р. (ISBN 978-3-330-05681-7).
- Electrocatalytic processes on lead dioxide [Text]: monograph / A. Velichenko (ed.), O. Shmychkova, T. Luk'yanenko. — Saarbrücken (Germany): LAP LAMBERT Academic Publishing, 2017. — 145 р. (ISBN 978-620-2-00757-3).
- Composites based on lead dioxide deposited from suspension electrolyte [Text]: monograph / A. Velichenko (Ed.), O. Shmychkova, T. Luk'yanenko — Saarbrücken (Germany): LAP LAMBERT Academic Publishing, 2017. — 125 р. (ISBN 978-620-2-02728-1).
- The influence of various dopants on initial stages of lead dioxide electrocrystallization from nitrate and methanesulfonate electrolytes [Text]: monograph/ T. Luk'yanenko, A. Velichenko, O. Shmychkova//Lead-Acid Batteries LABAT'2017, Albena: LabatScience., 2017. — P. 257—290.

Вибрані статті, що проіндексовані наукометричною базою Scopus:
- Velichenko, A., Luk'yanenko, T., Shmychkova, O., Dmitrikova, L. Electrosynthesis and catalytic activity of {\displaystyle {\ce {PbO2}}}-fluorinated surfactant composites// Journal of Chemical Technology and Biotechnology. — 2020. — 95(12), Р. 3085–3092.
- Velichenko, A., Luk'yanenko, T., Shmychkova, O. Lead dioxide-SDS composites: Design and properties// Journal of Electroanalytical Chemistry. — 2020. — 873, 114412.
- Luk'yanenko, T., Shmychkova, O., Velichenko, A. {\displaystyle {\ce {PbO2}}}-surfactant composites: electrosynthesis and catalytic activity// Journal of Solid State Electrochemistry. — 2020  — 24(4), Р. 1045—1056.
- Velichenko, A., Luk'yanenko, T., Nikolenko, N., …, Gladyshevskii, R. Composite Electrodes {\displaystyle {\ce {PbO2}}}-Nafion®// Journal of the Electrochemical Society. –2020. –67(6), 063501.
- Shmychkova, O., Luk'yanenko, T., Dmirtikova, L., Velichenko, A. Modified lead dioxide for organic wastewater treatment: Physicochemical properties and electrocatalytic activity// Journal of the Serbian Chemical Society. — 2019. — 84(2), Р. 187—198.
- Shmychkova, O., Luk'yanenko, T., Dmitrikova, L., Velichenko, A. Electrooxidation of 4-clorphenol on modified lead dioxide anodes // Voprosy Khimii i Khimicheskoi Tekhnologii. — 2018. — (3), Р. 50–57.
- Knysh, V., Luk'yanenko, T., Shmychkova, O., Amadelli, R., Velichenko, A. Electrodeposition of composite {\displaystyle {\ce {PbO2-TiO2}}} materials from colloidal methanesulfonate electrolytes. // Journal of Solid State Electrochemistry — 2017. — Vol. 21 (2). — Р. 537—544.
- Shmychkova, O., Luk'yanenko, T. , Amadelli, R., Velichenko, A. Electrodeposition of {\displaystyle {\ce {Ni^{2+}}}}-doped {\displaystyle {\ce {PbO2}}} and physicochemical properties of the coating // Journal of Electroanalytical Chemistry. — 2016. — Vol. 774. — Р. 88–94.

## Нагороди

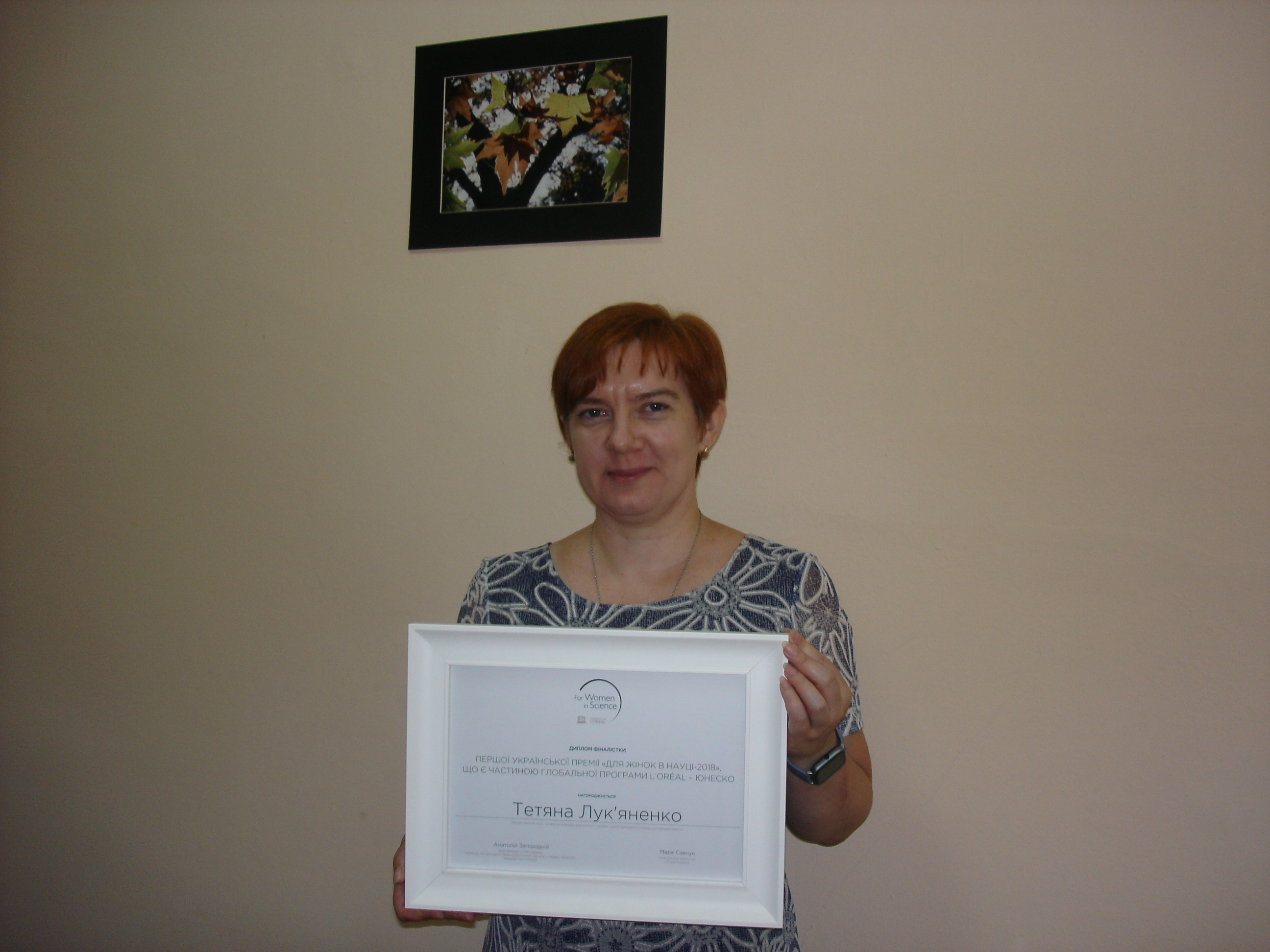
Фото з дипломом фіналістки Першої Української Премії «Для жінок в науці — 2018»

2019 р. — нагороджена Премією Верховної Ради України молодим вченим за 2019 рік. Наукова робота «Безреагентні проточні системи для руйнації забруднювачів водного середовища» (Постанова Верховної Ради України № 1043-IX від 02.12.2020 р.)  
2018 р. — фіналістка Першої Української Премії «Для жінок в науці — 2018» (Премія L'Oréal — ЮНЕСКО «Для жінок у науці»), на фото фіналісток — четверта зліва.
2015 р. — нагороджена Подякою міського голови Дніпропетровської міської ради «за багаторічну плідну науково-педагогічну діяльність, високу професійну майстерність, вагомий особистий внесок у підготовку кваліфікованих кадрів» (Розпорядження міського голови від 01.05.2015 № 346-рк).
2014 р. — лауреат Премії Президента України для молодих вчених за співавторство у циклі робіт «Нанокомпозиційні електрокаталізатори для керованого синтезу» (Указ Президента України № 936/2014 від 16.12.2014 р.
2009 р. — визнана кращім молодим науковцем Дніпропетровської області в галузі технічних наук (диплом І ступеня) та виграла грант Дніпропетровської обласної адміністрації для молодих вчених.
2007—2009 рр. — стипендіат Кабінету Міністрів України для молодих вчених.